# Parco naturale regionale Molentargius-Saline
Il parco naturale regionale Molentargius-Saline (in sardo: Parcu naturale regionale Molentargius-Salinas) è un'area naturale protetta della Sardegna istituita nel 1999.

## Descrizione
È una delle più importanti aree umide d'Europa. Lo stagno di Molentargius è riconosciuto negli elenchi ufficiali delle aree umide da sottoporre a tutela: è classificato Sito di Importanza Comunitaria (SIC), ai sensi della direttiva dell'Unione europea n. 43 del 1992 (cosiddetta direttiva Habitat), Zona di Protezione Speciale (ZPS), ai sensi della direttiva dell'Unione europea n. 409 del 1979 (cosiddetta direttiva Uccelli, abrogata e sostituita dalla direttiva n. 147 del 2009) e Zona umida di importanza internazionale, ai sensi della convenzione di Ramsar.

### Ubicazione
Il sistema degli stagni di Molentargius e Quartu è compreso all'interno dell'area metropolitana dell'hinterland di Cagliari, immediatamente adiacente agli insediamenti urbani. È delimitato a nord dalla città di Quartu Sant'Elena e dagli insediamenti commerciali e industriali che formano la cintura di collegamento fra Cagliari e l'hinterland, a ovest e a sud da alcuni quartieri di Cagliari (San Benedetto, Genneruxi, La Palma, Quartiere del Sole, Poetto), a sud-est dalla striscia costiera del Poetto, a est dal Margine Rosso, quartiere periferico di Quartu Sant'Elena.
Si raggiunge facilmente da tutte le direzioni attraverso la rete di strade a scorrimento veloce che innerva l'area metropolitana. Le migliori viste panoramiche si hanno dal viale Europa sul colle di Monte Urpinu, dalla Sella del Diavolo, dal lungomare del Poetto e dal viale Colombo di Quartu.

### Idrografia e geologia

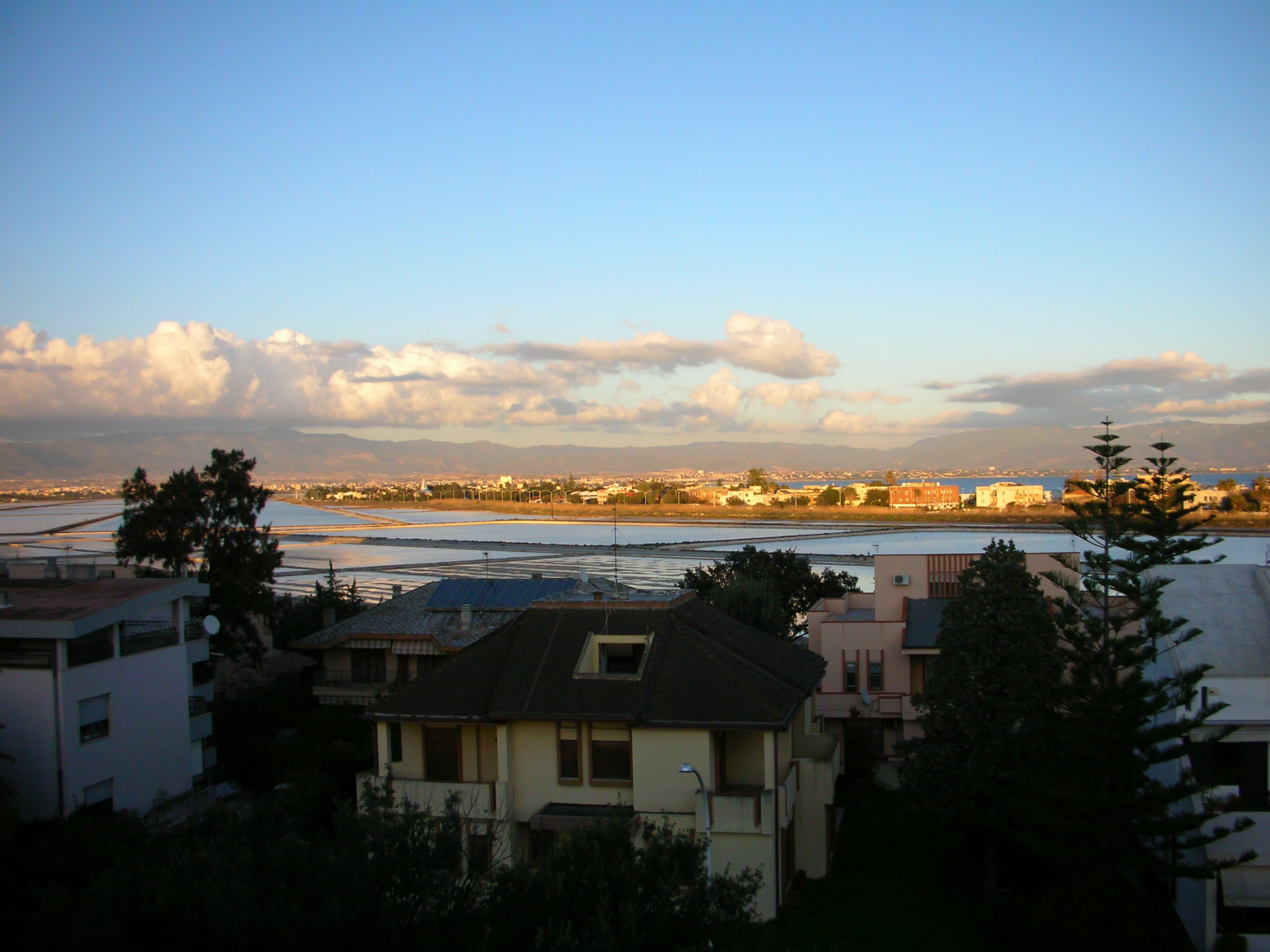
Vista delle Saline

L'origine del sistema degli stagni costieri di Molentargius e di Quartu risale al Pleistocene, i cui ripetuti cicli di ingressione e regressione marina hanno portato al deposito di due strisce sabbiose alluvionali. Quella più interna, Is Arenas (la cui denominazione in sardo campidanese significa le sabbie), è una spiaggia fossile che separa il bacino delle Saline dal Bellarosa maggiore. Quella più esterna, il Poetto, è un sistema retrodunale più recente che separa le Saline e lo stagno di Quartu dal Golfo degli Angeli.
Dal punto di vista idrologico il sistema di stagni è alquanto complesso e si distingue in più formazioni.

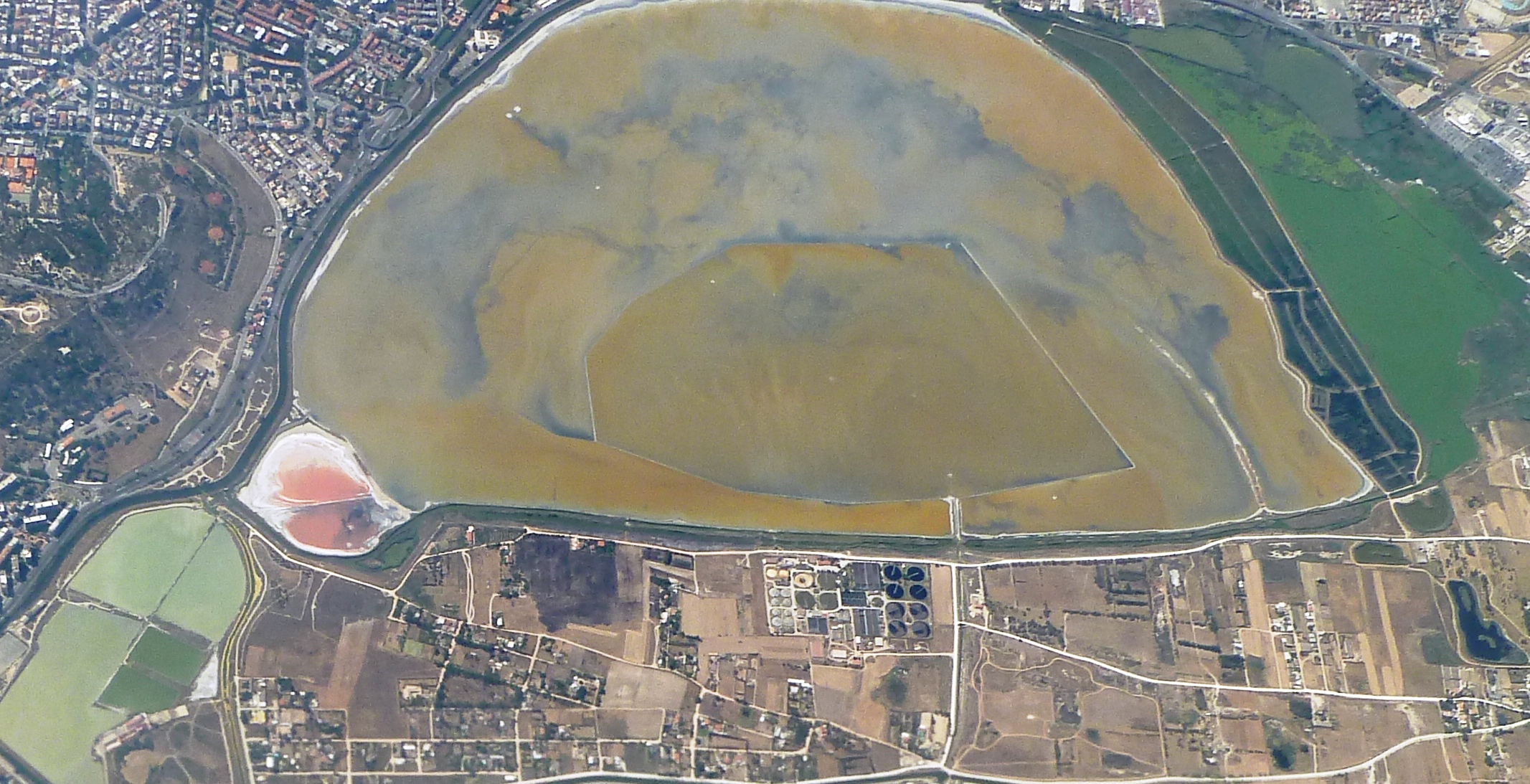
Visuale aerea dello stagno di Molentargius

Il Bellarosa minore è lo stagno più interno, composto di acqua dolce, situato nella zona settentrionale del sistema di stagni ed è alimentato da alcuni torrenti e dalle acque affinate provenienti dall'impianto di fitodepurazione detto "Ecosistema Filtro". I torrenti sono:
- Riu Mortu: attraversa il comune di Monserrato. Nel suo tratto finale passa fra i centri abitati di Monserrato e Pirri (frazione di Cagliari) confluendo sul lato nordoccidentale del Bellarosa minore presso il Viale Poetto di Cagliari
- Riu Nou: attraversa il territorio del comune di Selargius. Nel suo tratto finale passa a ovest del centro abitato di Selargius confluendo sul lato settentrionale dello stagno, presso un noto centro commerciale.
- Riu Is Cungiaus: scorre lungo il confine fra i comuni di Quartucciu e Quartu Sant'Elena. Nel suo tratto finale attraversa la periferia occidentale di Quartu confluendo sul lato nordorientale del Bellarosa minore.

L'"Ecosistema Filtro" è un grande impianto di fitodepurazione, o meglio un'area umida artificiale, costruita durante i lavori di risanamento che sfrutta le capacità autodepurative tipiche di questi ambienti per affinare una parte delle acque provenienti dal depuratore di Is Arenas e renderle idonee all'alimentazione degli stagni. Oggi è parte integrante del sistema degli stagni ad acqua dolce ed è esso stesso sito di sosta, svernamento e nidificazione di numerose specie di uccelli acquatici, tra cui specie protette.
Il Bellarosa maggiore occupa il settore centrale degli stagni, compreso fra il Bellarosa minore e la striscia de Is Arenas e
costituisce il bacino di prima evaporazione della salina di Stato, ora dismessa.
Le Saline è costituito dal sistema di bacini compreso fra la striscia di Is Arenas e la città di Quartu a nord e la striscia del Poetto a sud. Da est a ovest è composto dal bacino di seconda evaporazione, da quello di terza evaporazione e dal sistema delle vasche salanti. Il settore orientale è noto anche con il nome di Stagno di Quartu.
Il regime idrografico, alquanto complesso, è il risultato di una modificazione strutturale dell'Uomo, finalizzata allo sfruttamento delle Saline e, in epoche più recenti, al risanamento ambientale dell'ecosistema.
Il regime naturale, realizzato in epoca Sabauda, si basava sull'alimentazione del Bellarosa minore con le acque dolci dei corsi d'acqua a regime torrentizio provenienti dal Campidano di Cagliari. Il sistema lacustre costiero, corrispondente ai bacini delle Saline e dello di Quartu, era fisicamente separato dal Golfo degli Angeli dal sistema retrodunale del Poetto e per natura sarebbe destinato al progressivo prosciugamento con il deposito di un suolo alluvionale sabbioso.
Nel 1985 la tracimazione di acque dolci inquinanti in alcune zone della salina ha portato il blocco dell'attività produttiva, ed oggi la circolazione delle acque viene mantenuta esclusivamente al fine di tutelare il delicato ecosistema ed evitare il suo prosciugamento.

### Emergenze ambientali
L'evoluzione dell'ecosistema del Molentargius è strettamente legato alla storia e allo sviluppo dei centri urbani dell'hinterland di Cagliari che lo circondano. In origine le aree occupate dagli attuali stagni costituivano la vasca di espansione delle acque piovane ed il Bellarosa Minore era esclusivamente il recettore finale delle acque provenienti dal Rio Selargius, dal Rio Is Cungiaus e dal Riu Mortu. Per la scarsa portata dei piccoli corsi d'acqua a flusso effimero la superficie acquitrinosa è rimasta confinata ai margini dei territori di Selargius, Quartucciu e Quartu S. Elena sino a che, dopo gli anni 50, le stesse aree non divennero anche il recettore delle acque reflue dei comuni limitrofi, che ebbero in quegli anni un forte incremento dovuto all'aumento della dotazione idrica e all'espansione urbana. Da allora il sistema ha subito una profonda trasformazione: gli afflussi idrici hanno superato la capacità di assorbimento del terreno sabbioso, dando origine a specchi d'acqua permanenti, abbastanza estesi e relativamente profondi, delimitati da cannetti ed erbe palustri, ove hanno trovato dimora specie migratorie e stanziali.
Gli apporti fognari hanno così portato un duplice effetto: positivo e negativo. Da un lato i sedimenti portati dai rii affluenti e l'arricchimento del bacino con sostanze nutritizie portate dagli scarichi fognari ha fatto diventare il ciclo di trasformazione delle sostanze nelle biocenosi delle vasche un ciclo incompleto con conseguente accumulo sul fondo di materiali organici vegetali non decomposti, rischiando di far diminuire notevolmente gli specchi d'acqua liberi. Allo stesso tempo il processo di interrimento delle superfici d'acqua con il cannetto tipico di acque dolci (tipha e phragmites), iniziato nel 1961/1962, ha creato la parte più caratteristica del bacino del Bellarosa Minore aumentando notevolmente il numero di nicchie ecologiche e quindi la diversità biologica di tutto il complesso del Molentargius.
Negli anni '70 e '80 la zona umida di Molentargius viene considerata tra le aree umide di primaria importanza a livello internazionale e si riconosce la necessità di una sua tutela, si rileva che gli strumenti indispensabili per raggiungere tali obiettivi non erano ancora stati adottati, ovvero i pochi allora disponibili, come il Piano Territoriale Paesistico, non avevano avuto applicazione.
In quegli anni il livello di complessità nel rapporto città - ambiente arriva ad un punto tale da ritenere essenziale non affidarsi più solo allo spontaneo ricostituirsi naturale di nuovi punti di equilibrio, ma programmare un'attiva e consapevole pianificazione delle relazioni tra i ruoli, gli utilizzi, i vincoli e le salvaguardie per l'insieme dell'area e per i sotto - sistemi che la compongono.
Durante quegli anni infatti diversi fattori avevano contribuito al peggioramento della qualità dell'ecosistema e nel 1985 si ha la tracimazione delle acque dolci provenienti dal Bellarosa Minore nel Bellarosa maggiore e la sospensione del processo produttivo del sale con conseguenze sia economiche che di carattere ecologico, dati dalla compromissione delle vasche evaporanti e degli habitat in esse presenti.
Tra i principali problemi si ricordano:
- l'eutrofizzazione delle acque dello stagno, con lo sviluppo considerevole di una vegetazione secondaria che invadeva progressivamente l'alveo del Bellarosa minore provocandone nel tempo l'interrimento;
- l'alterazione degli equilibri del regime idrografico;
- il rischio igienico-sanitario associato alla contiguità del Bellarosa minore con il Bellarosa maggiore, vasca di prima evaporazione delle Saline.

A questi problemi si sono affiancati altri, di diversa natura, ma fondamentalmente dovuti alla forte pressione antropica derivata dalla particolare posizione di un ambiente, fondamentalmente naturale, all'interno di un'area metropolitana:
1. La fascia sabbiosa di Is Arenas da lunga data è stata interessata da insediamenti agricoli che hanno modificato la composizione floristica, per quanto restino relitti della vegetazione arbustiva ed erbacea originaria, in parte inquinata dalla naturalizzazione di specie spontanee invadenti di provenienza esterna.
2. La stessa fascia è stata per lungo tempo interessata dall'abusivismo edilizio e dalla costituzione di cave di sabbia per l'estrazione del materiale a fini edilizi, mettendo a rischio la sopravvivenza dell'arenile fossile.
3. La fascia sabbiosa del Poetto ha subito nel corso di un secolo drastiche trasformazioni a causa degli insediamenti urbani che costituiscono il quartiere omonimo, della consistente frequentazione nella stagione balneare, della utilizzazione come cava di sabbia. La particolare finezza della sabbia, la sistematica eliminazione della vegetazione psammofila (che ha un effetto di stabilizzazione), unitamente ad altri fattori di natura antropica, hanno determinato una progressiva erosione dell'arenile per molti decenni, al punto che di recente si è reso necessario un drastico e discusso intervento di ricostituzione dell'arenile con l'apporto artificiale di sabbia dragata dai fondali al largo.
4. La presenza sulle acque del Bellarosa maggiore di tralicci e cavi dell'alta tensione rappresentava un fattore di deturpamento paesaggistico e di minaccia dell'incolumità di un numero imprecisato di volatili. I tralicci sono stati rimossi nel 2007 e attualmente di essi restano solo alcune tracce dei basamenti.
5. Secondo alcune associazioni ambientalistiche, la dismissione delle Saline è causa di una riduzione del sistema di argini, probabilmente a seguito di un innalzamento del livello delle acque. Poiché gli argini costituiscono un sito di nidificazione si accentua la competizione territoriale nell'ambito dell'avifauna con il possibile rischio di un ridimensionamento delle popolazioni stanziali. Questa emergenza è stata segnalata di recente.[8]

Nel 1988 si ha lo stanziamento nella Finanziaria, da parte del Parlamento, di 120 miliardi per il recupero dell'ecosistema, affidato dal Ministero dell'Ambiente al Consorzio Ramsar Molentargius terminati nel 2005. I lavori del Piano di Risanamento hanno riguardato il sistema delle acque dolci, delle acque salate e la fascia di Is Arenas.

### L'ecosistema filtro
La necessità di risolvere i problemi legati agli aspetti igienico - sanitari - ambientali e all'apporto di acque agli stagni del Bellarosa Minore e del Perdalonga porta alla realizzazione, nell'ambito del Piano di Risanamento, dell'impianto di fitodepurazione denominato “Ecosistema Filtro”, in grado di affinare ulteriormente le acque provenienti dal depuratore di Is Arenas e renderle adatte all'immissione diretta negli stagni.
L'Ecosistema Filtro è situato tra lo stagno del Bellarosa Maggiore, vasca di prima evaporazione delle saline, e il Bellarosa Minore. Ha una superficie complessiva di 37 ettari, una superficie totale delle vasche di circa 28 ettari, una larghezza media pari a circa 200 metri e una lunghezza di circa 1900 metri.
La depurazione avviene grazie al lungo tempo di contatto tra acqua, piante e lettiera che, a loro volta, assicurano un substrato di crescita per la flora microbica adesa, responsabile di una buona parte della depurazione; per assicurare una buona efficienza, la superficie attiva, ovvero la superficie a canneto, deve occupare la superficie massima possibile con una copertura molto elevata. Nella definizione di Ecosistema Filtro è implicita la sua funzione di “filtro”, cioè di riduttore della concentrazione di determinate sostanze inquinanti contenute nell'acqua che lo alimenta grazie a diversi processi ecologici che si svolgono naturalmente. Le piante acquatiche svolgono un duplice ruolo esplicando un'azione diretta di affinamento, attraverso l'assimilazione nei tessuti, e una indiretta, fornendo un ambiente idoneo ai microrganismi che trasformano gli inquinanti e ne riducono la concentrazione.
Attraverso una condotta a gravità, le acque provenienti dal depuratore di Is Arenas vengono recapitate all'interno dell'Ecosistema Filtro in una vasca di equalizzazione da cui vengono poi ripartite su due linee di trattamento.
Le acque depurate e affinate vengono immesse all'interno all'area umida del Bellarosa Minore tramite una condotta in pressione, negli stessi punti in cui si immettono le acque del Riu Mortu, del Rio Selargius e del Rio Is Cungiaus in modo da modificare il meno possibile lo schema idraulico naturale dello stagno del Bellarosa Minore, mantenendo quindi le condizioni che hanno reso possibile lo sviluppo della vegetazione e l'instaurarsi di numerose specie faunistiche protette.
La distribuzione al Perdalonga, in parte come canale e in parte come condotta in pressione passa attraverso alcuni laghetti artificiali e giunge nella vasca più ad est in prossimità dell'inizio di Via Fiume.

### Flora
La flora dello stagno di Molentargius ha subito, per i motivi sopra esposti, una drastica trasformazione. Gli elementi floristici più importanti sono di quattro tipi:
1. Una vegetazione igrofita d'acqua dolce in progressiva espansione nel Bellarosa minore, di cui i componenti più evidenti sono i canneti con associazioni floristiche a Phragmites, Typha e Scirpus.
2. Una vegetazione alofita o xerofita composta da piante annuali o perenni nelle zone soggette a periodiche inondazioni con acque salmastre o a prosciugamenti e lungo i canali perimetrali, di cui sono tipici rappresentanti Juncus, Suaeda, Arthrocnemum, Halopeplis, Salicornia, Atriplex e altre Chenopodiaceae.
3. Una complessa vegetazione tendenzialmente xerofita o aloxerofita composta da specie arbustive o erbacee nelle aree a scarsa vocazione agronomica nella fascia di Is Arenas. Si tratta per lo più di aree con la fisionomia di vere e proprie nicchie che secondo le condizioni ospitano una vegetazione alofita (Arthrocnemum, Suaeda, Atriplex, Salsola, ecc.) o igrofita d'acqua salmastra o dolce (Tamarix, Typha, Arundo, Phragmites).
4. Una vegetazione idrofita rappresentata da alghe e piante acquatiche di specie differenti secondo la salinità delle acque. In particolare vanno citate le praterie sommerse Ruppia maritima nelle vasche delle Saline: i semi di questa specie hanno un ruolo non trascurabile nell'integrazione della dieta dei Fenicotteri e di altri uccelli.

### Fauna
L'avifauna rappresenta l'elemento naturalistico di maggior rilievo per lo stagno di Molentargius. Nonostante la stretta vicinanza dell'area urbana e la potenziale minaccia della pressione antropica, gran parte delle specie ornitiche nidificanti ha trovato nel Bellarosa minore le condizioni ideali per la nidificazione.
Le specie di maggior interesse in quanto protette ai sensi della Direttiva n. 409 del 1979 ("Uccelli selvatici") dell'Unione europea (Allegato I) sono le seguenti:
- Pellicaniformi: Cormorano (Phalacrocorax carbo)
- Ciconiformi: Airone bianco maggiore (Casmerodius albus), Airone rosso (Ardea purpurea), Garzetta (Egretta garzetta), Mignattaio (Plegadis falcinellus), Nitticora (Nycticorax nycticorax), Sgarza ciuffetto (Ardeola ralloides), Spatola (Platalea leucorodia), Tarabusino (Ixobrychus minutus)
- Fenicoteriformi: Fenicottero rosa (Phoenicopterus roseus)
- Anseriformi: Alzavola (Anas crecca), Fischione (Anas penelope), Germano reale (Anas platyrhynchos), Mestolone (Anas clypeata), Moretta (Aythya fuligula), Moretta tabaccata (Aythya nyroca), Moriglione (Aythya ferina)
- Accipitriformi: Falco di palude (Circus aeruginosus)
- Gruiformi: Pollo sultano (Porphyrio porphyrio), Porciglione (Rallus acquaticus)
- Caradriformi: Avocetta (Recurvirostra avosetta), Beccapesci (Thalasseus sandvicensis), Cavaliere d'Italia (Himantopus himantopus), Combattente (Philomachus pugnax), Fraticello (Sternula albifrons), Gabbiano corso (Ichthyaetus audouinii), Gabbiano roseo (Chroicocephalus genei), Mignattino (Chlidonias niger), Mignattino piombato (Chlidonias hybridus), Piro piro boschereccio (Tringa glareola), Sterna comune (Sterna hirundo), Sterna zampenere (Gelochelidon nilotica)
- Coraciformi: Martin pescatore (Alcedo atthis)
- Passeriformi: Calandrella (Calandrella brachydactyla), Calandro (Anthus campestris), Usignolo di fiume (Cettia cetti), Magnanina (Sylvia undata), Pettazzurro (Luscinia svecica)

Oltre all'avifauna, fra i Vertebrati presenti nello stagno vanno citati anche gli Anfibi e i Rettili. Le specie di maggior interesse sono le seguenti:
- Anfibi: Rospo smeraldino (Bufotes viridis), Raganella sarda (Hyla sarda)
- Rettili: Testuggine d'acqua (Emys orbicularis), Testuggine comune (Testudo hermanni hermanni), Testuggine marginata (Testudo marginata), Lucertola campestre (Podarcis sicula cettii), Gongilo(Chalcides ocellatus), Biacco (Coluber viridiflavus), Colubro ferro di cavallo (Coluber hippocrepis)

#### Il fenicottero rosa

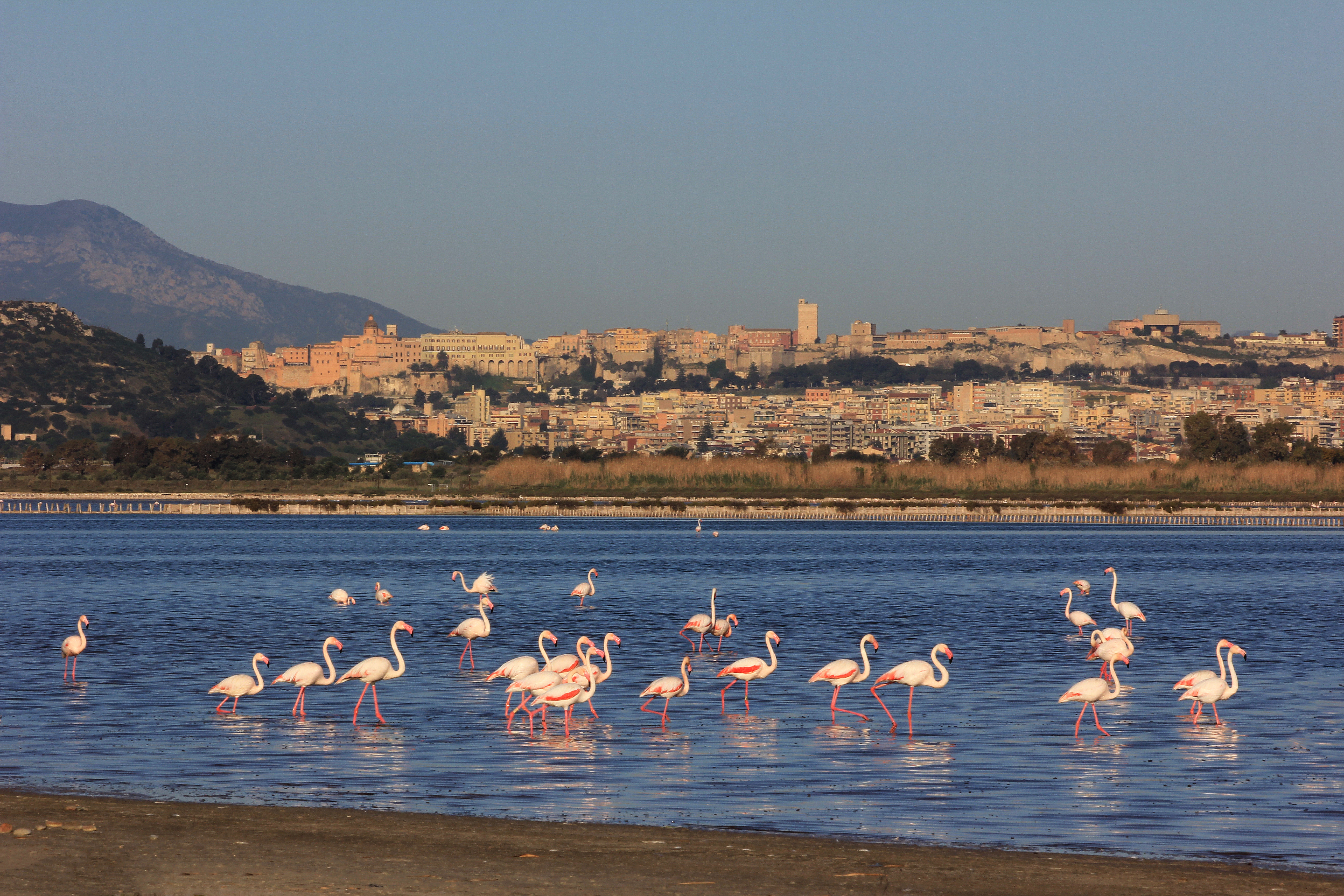
Fenicotteri rosa all'interno dello stagno di Molentargius

Un cenno particolare va fatto per il fenicottero rosa, adottato come simbolo delle zone umide del Cagliaritano.
Questa specie migratrice nidifica prevalentemente in Camargue e storicamente alcuni stagni costieri della Sardegna sono sempre stati importanti aree di sosta o siti di svernamento nel flusso migratorio fra il sud della Francia e il Nord Africa. A partire dagli anni novanta (1993), il fenicottero ha iniziato a nidificare anche nello Stagno di Molentargius. Il sito preferito dai fenicotteri è il Bellarosa maggiore, nelle cui acque saline trova i componenti fondamentali della sua dieta (Artemia salina).
Un aspetto negativo è la vulnerabilità di questa specie, documentata da un fatto di cronaca di particolare gravità. Nel 2001 la nidificazione del fenicottero nello stagno di Molentargius fu compromessa dalla devastazione ad opera di un branco di cani randagi. Passando fra i canneti di Is Arenas, i cani raggiunsero a nuoto l'isolotto del sito di nidificazione provocando la fuga in massa della colonia nel vicino Stagno di Cagliari e l'abbandono di circa 2000 uova. Il fatto fu scoperto da una scolaresca durante un'escursione e sollevò proteste da parte dei naturalisti per la scarsa vigilanza di cui gode il parco, dal momento che non si trattò di un fatto isolato.

## Storia

### Istituzione del parco
Il Parco naturale regionale Molentargius-Saline è stato istituito nel 1999 (L.R. 26/02/1999 n.5) al fine di tutelare questo territorio la cui importanza è stata riconosciuta a livello internazionale.
Nel 2005 sono terminati i lavori di risanamento iniziati in seguito allo stanziamento di 120 miliardi di lire da parte del ministero dell'Ambiente per la "salvaguardia del litorale e delle retrostanti zone umide di interesse internazionale (secondo la convenzione di Ramsar) dell'area metropolitana di Cagliari”.
Lo stesso anno viene istituito il Consorzio del Parco e nominato il primo Presidente (20/04/2005).
Il Consorzio del Parco Naturale Regionale Molentargius - Saline, tra la provincia di Cagliari ed i Comuni di Cagliari, Quartu S. Elena, Quartucciu e Selargius, deve svolgere le funzioni di conservazione e valorizzazione delle risorse naturali, ambientali, storiche e culturali, la loro fruizione sociale, la promozione della ricerca scientifica e della didattica ambientale, nonché lo sviluppo delle attività economiche compatibili, in primo luogo di quelle connesse con la produzione del sale, tradizionali, agricole, zootecniche, artigianali e turistiche e la riqualificazione ecologica degli insediamenti.
Nel 2006 si nomina il primo direttore e nel 2007 l'Ente Parco inizia il suo lavoro di gestione, tutela, salvaguardia del territorio e di vigilanza e controllo in stretta collaborazione con il Corpo Forestale e di Vigilanza Ambientale della Regione Sardegna ed i Corpi di Polizia Municipale dei Comuni facenti parte del Consorzio. Il principale obiettivo dell'Ente di gestione del parco è oggi quello di riavviare un nuovo ciclo della programmazione che consenta di completare, anche a fini produttivi, gli interventi di risanamento ambientale, coniugando le primarie esigenze di salvaguardia e di tutela con le altrettanto importanti esigenze di sviluppo e di fruizione.
Diversi sono i fattori di rischio che possono compromettere il delicato equilibrio di questo ecosistema:
- Il birdwatching: se non regolamentata, un'eventuale intensificazione di questa attività disturberebbe le colonie arrivando anche a compromettere la nidificazione di alcune specie.
- Gli incendi: già in passato si sono verificate azioni di piromani che hanno distrutto parte dei canneti, uno dei siti più importanti per la nidificazione dell'avifauna stanziale.
- Randagismo: periodicamente sono segnalate devastazioni ad opera di cani randagi attirati dai nidi.

### Toponimo
Il nome Molentargius deriva dalla parola sardo molenti, parola che indica l'asinello sardo. Questi animali venivano usati in passato per trainare lungo le sponde del Terramàini le chiatte usate per il trasporto del sale. All'interno della salina gli asini erano usati per trainare i carretti per il trasporto fino al centro di raccolta. I carrettieri erano chiamati is molentargius ed erano considerati alla stregua dei padroni dello stagno. Letteralmente il nome dello stagno significa dunque stagno di proprietà dei guidatori d'asini.

## Galleria d'immagini

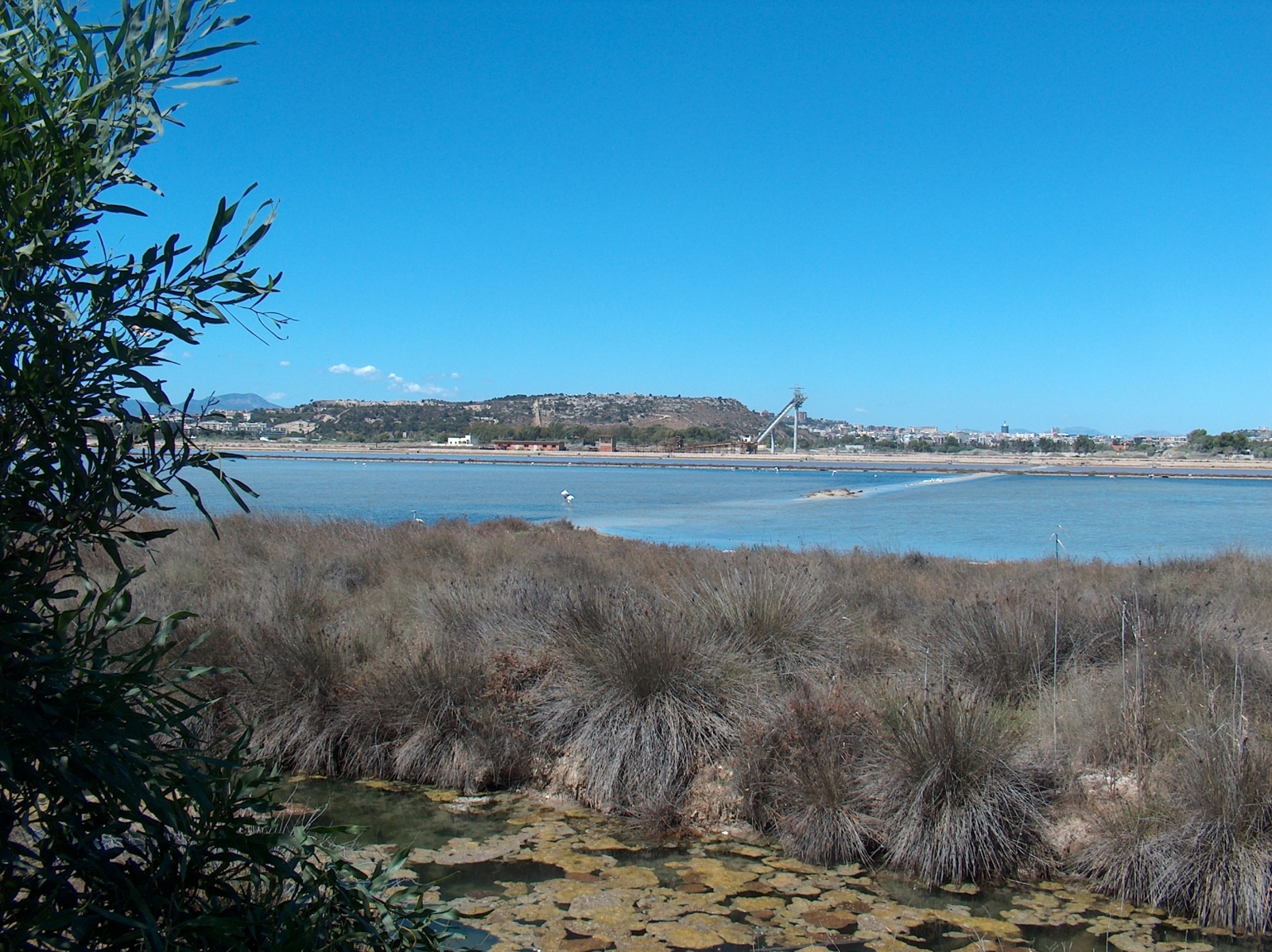
Vista delle Saline dal lungomare del Poetto. Sullo sfondo il colle di Monte Urpinu